# Rue du Professeur-Florian-Delbarre
La rue du Professeur-Florian-Delbarre est une voie du 15e arrondissement de Paris, en France.

## Situation et accès
La rue du Professeur-Florian-Delbarre est une voie située dans le 15e arrondissement de Paris. Elle débute au 6, rue Leblanc et se termine au 2, rue Ernest-Hemingway. Elle borde les côtés sud et ouest de l'hôpital européen Georges-Pompidou.

## Origine du nom

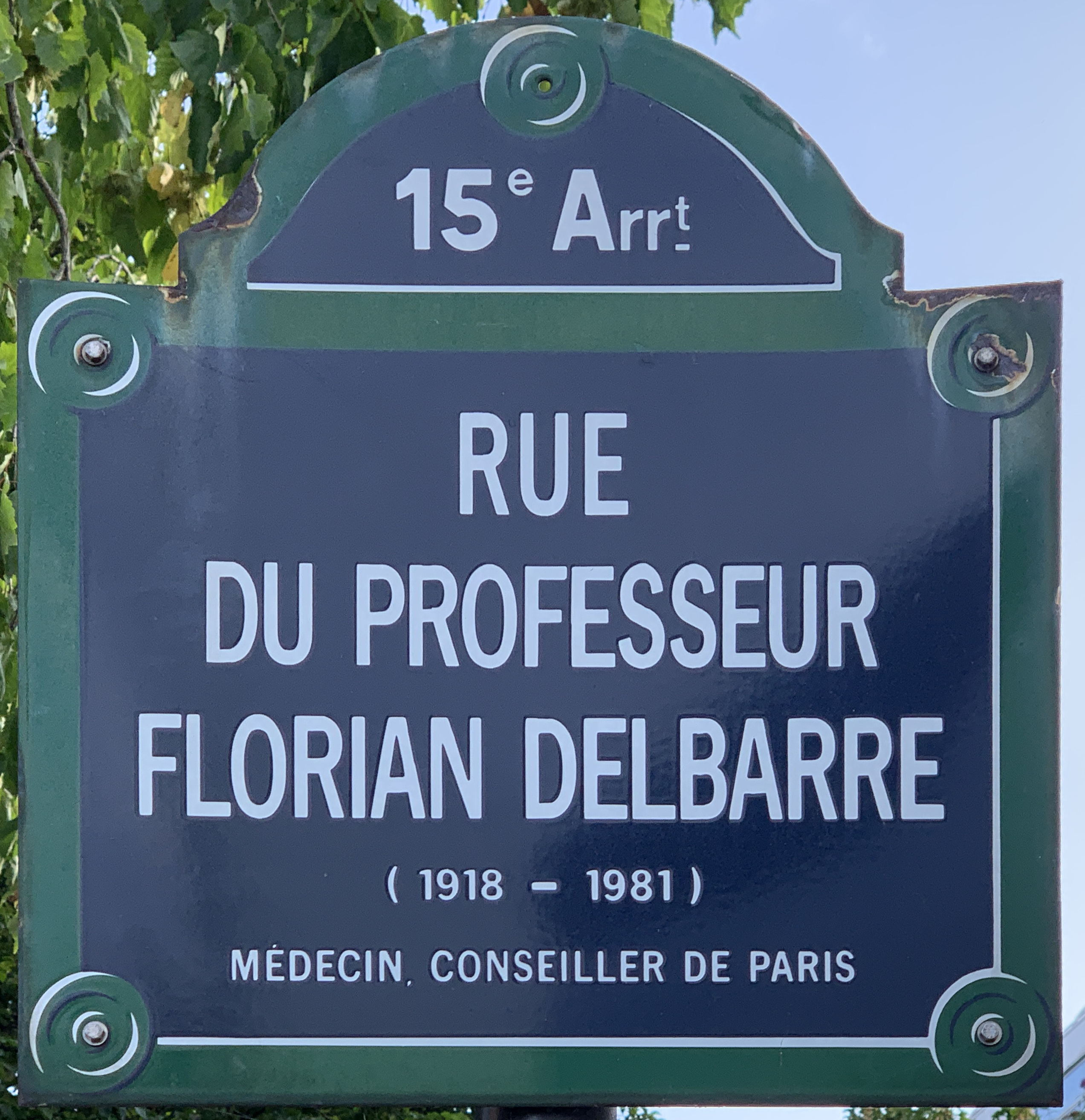
Plaque de la rue.

Elle porte le nom du docteur en médecine Florian Delbarre (1918-1981).

## Historique
La voie est créée dans le cadre de l'aménagement de la ZAC Citroën-Cévennes sous le nom provisoire de « voie BH/15 » et prend sa dénomination actuelle le 31 janvier 1994.

## Bâtiments remarquables et lieux de mémoire
- No 2 : siège du PMU.